# De Nieuwe en Onbekende Weereld
De Nieuwe en Onbekende Weereld is een boek geschreven door Arnoldus Montanus. Het werd gepubliceerd in 1671 door de Amsterdamse uitgever Jacob van Meurs. Het boek is later vertaald naar het Engels door John Ogilby in 1671 en naar het Duits door Philipp von Zesen in 1673. Bij de Duitse editie werd niet Arnoldus Montanus, maar Olfert Dapper als auteur genoemd. Het boek is opgedragen aan Johan Maurits, wiens portret een prominente plaats heeft gekregen aan het begin van dit boek. 

## Inhoud
De volledige titel van het werk in het Nederlands luidt: De Nieuwe en Onbekende Weereld: of Beschryving van America en ’t Zuid-Land: vervaetende d’oorsprong der Americaenen en Zuidlanders, gedenkwaerdige togten derwaerds…/, verciert met afbeeldsels na ’t leven in America gemaekt, en beschreeven door Arnoldus Montanus.
Alhoewel het boek de suggestie wekt zowel over Amerika als ‘’t Zuid-Land’ (waarmee Australië wordt aangeduid) te gaan, blijkt in de praktijk slechts één hoofdstuk aan ‘het onbekende Zuid-Land’ te zijn besteed (Derde boek, hoofdstuk 11). Het grootste gedeelte van de inhoud bestaat uit een beschrijving van achtereenvolgens Noord- en Zuid-Amerika. Verder heeft het boek talloze illustraties waarop stadsgezichten, dieren en inheemse volkeren staan afgebeeld. Tevens zijn er kaarten en portretten opgenomen in dit zeventiende-eeuwse standaardwerk.

### Inhoudsopgave

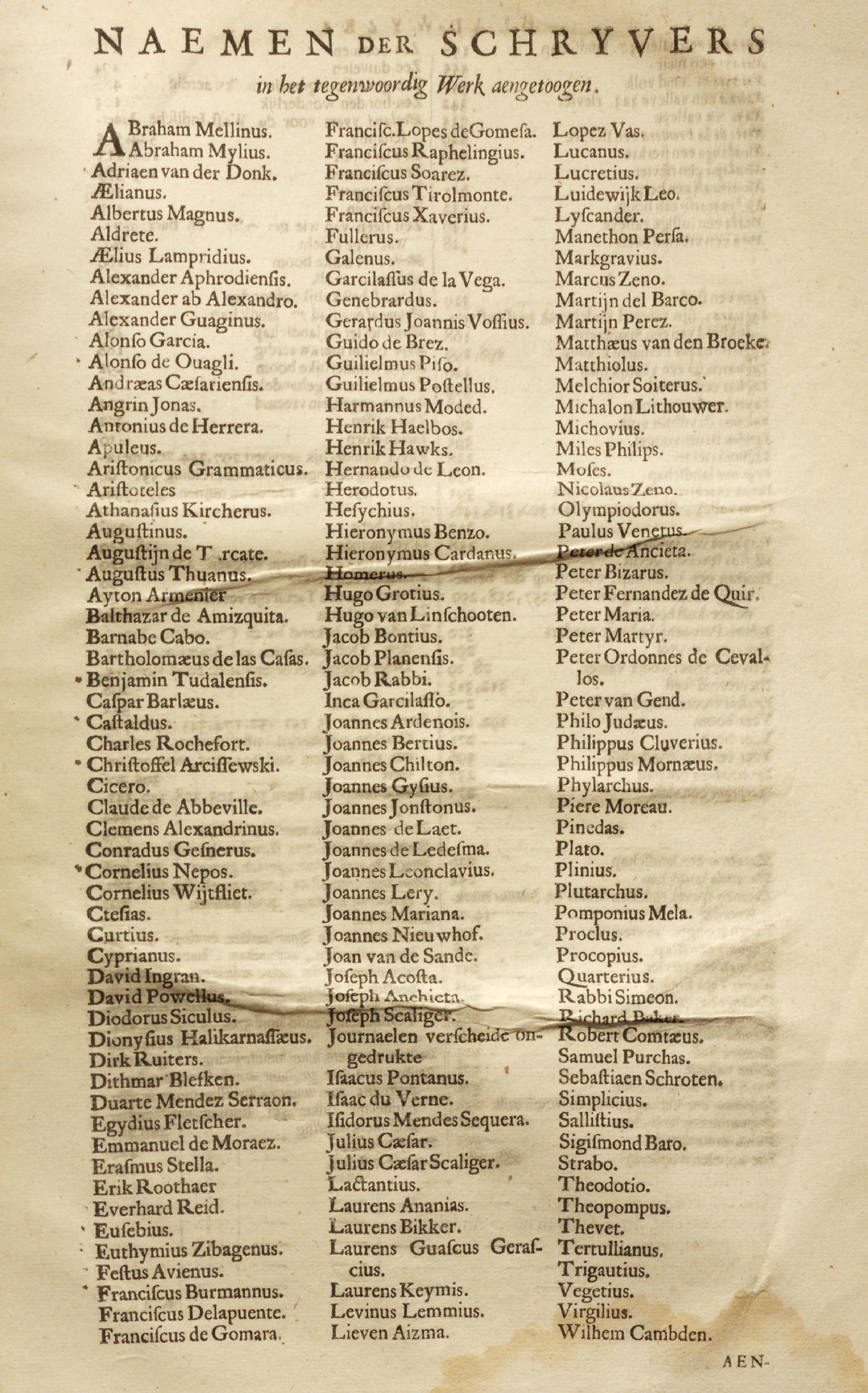
'Naemen der schryvers in De Nieuwe en Onbekende Weereld'

EERSTE BOEK: Beschryving van America
- Hoofdstuk 1: America is by de Oude onbekend geweest (p. 1-10)
- Hoofdstuk 2: Herkomst der Americanen: Op wat tijd? Hoe? Uit wat land? van wat volk? (p. 10-42)
- Hoofdstuk 3: Eerste ontdekkers van Amerika (p. 42-114)

TWEEDE BOEK: Beschryving van ’t Noorder America
- Hoofdstuk 1: Nova Francia (p. 115-121)
- Hoofdstuk 2: Nieuw Engeland (p. 121-123)
- Hoofdstuk 3: Nieuw Nederland (p. 123-134)
- Hoofdstuk 4: Virginia (p. 134-143)
- Hoofdstuk 5: Florida (p. 143-152)
- Hoofdstuk 6: 't Eiland Cuba (p. 152-157)
- Hoofdstuk 7: 't Eiland Hispaniola (p. 157-165)
- Hoofdstuk 8: Jamaica (p. 165-167)
- Hoofdstuk 9: Porto Rico (p. 167-170)
- Hoofdstuk 10: Bermudes Eilanden (p. 171-173)
- Hoofdstuk 11: Canibales Eilanden (p. 173-204)
- Hoofdstuk 12: California (p. 204-215)
- Hoofdstuk 13: Nieuw-Mexico (p. 215-222)
- Hoofdstuk 14: Nieuw Galicien (p. 222-230)
- Hoofdstuk 15: Nieuw Spanje (p. 230-268)
- Hoofdstuk 16: Guatemala (p. 268-280)

DERDE BOEK: Beschryving van ’t Zuider America 
- Hoofdstuk 1: Terra Firma (p. 281-289)
- Hoofdstuk 2: Nieuw-Granada en Popayan (p. 290-295)
- Hoofdstuk 3: Peru (p. 295-358)
- Hoofdstuk 4: Brasil (p. 358-536)
- Hoofdstuk 5: Wilde kust of Guiana (p. 536-548)
- Hoofdstuk 6: Nieuw-Andalusia (p. 548-552)
- Hoofdstuk 7: Venezuela (p. 552-555)
- Hoofdstuk 8: Rio de la Plata (p. 555-558)
- Hoofdstuk 9: Chili (p. 558-572)
- Hoofdstuk 10: Magellanica (p. 572-576)
- Hoofdstuk 11: Onbekende Zuid-Land (p. 577-585)

- Bladwyzer der Beschryving van America en ’t Onbekende Zuid-land
- Namen der Schryvers in het tegenwoordig Werk aengetoogen
- Aanwyzing Voor de Boek-binders, waer na zich dezelve, in het inbinden der groote Platen, te schikken hebben.

## Achtergrond

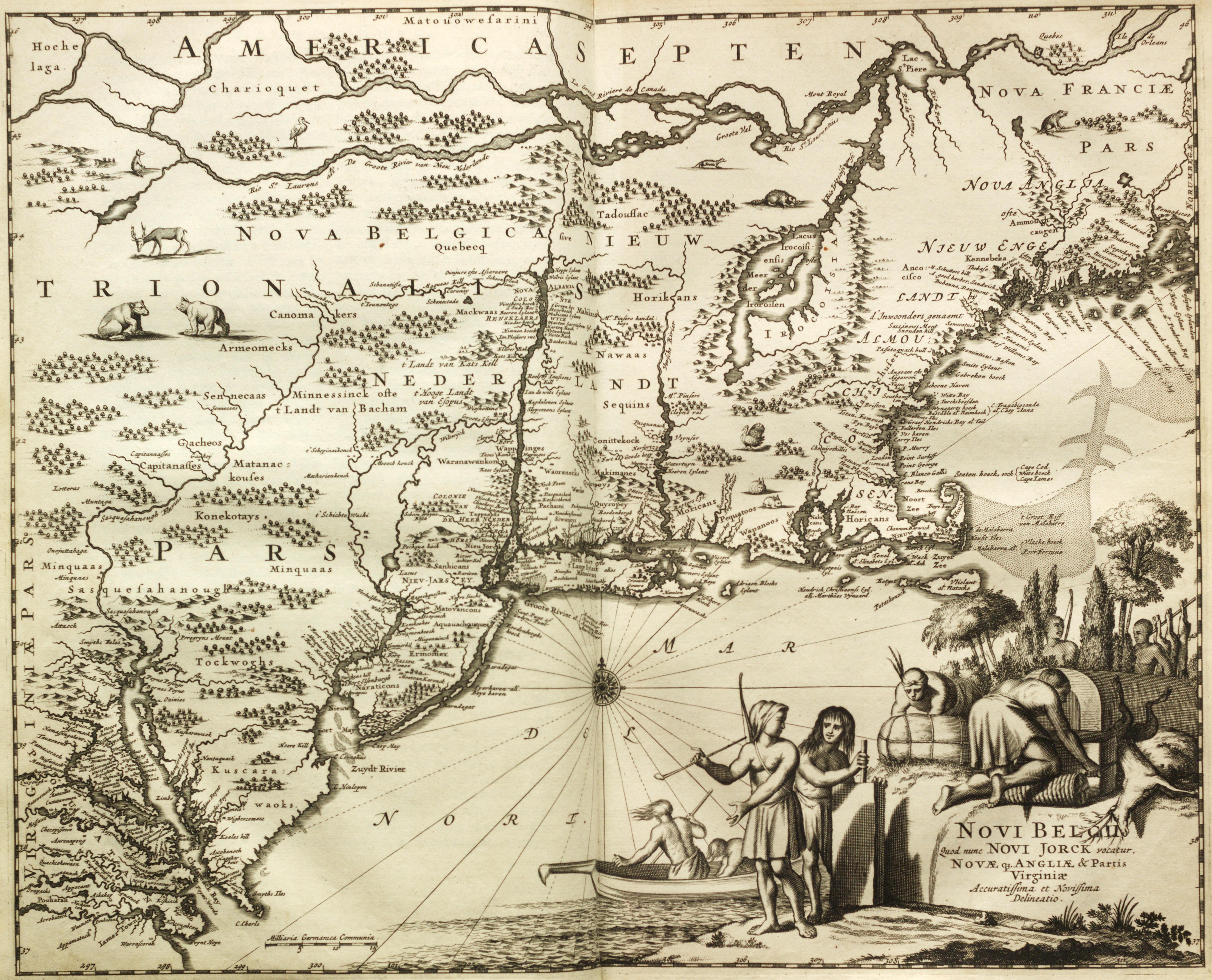
Kaart van Nieuw-Nederland

Het genre waar De Nieuwe en Onbekende Weereld (1671) onderdeel van uitmaakt, kan het beste omschreven worden als een combinatie van geschiedenis, religie, cartografie en etnografie, waarbij getracht werd de exotische wereld te omschrijven. De boeken kenmerken zich door de beschrijvende formuleringen en een iconografie waarbij exotische mensen en plaatsen worden afgebeeld. Het genre was relatief nieuw ten tijde van de publicatie, maar werd steeds populairder in de aanloop tot de achttiende eeuw. Dit soort boeken hebben in het koloniale tijdperk een belangrijke rol gespeeld bij de vorming van Europa's wereldbeeld.
Jacob van Meurs en Arnoldus Montanus waren zelf geen ontdekkingsreizigers, zij hebben de inhoud van dit boek samengesteld aan de hand van reeds beschikbare informatie. Zij maakten daarbij gebruik van ooggetuigen, eerder gepubliceerde boeken en/of reisverslagen. De Nieuwe en Onbekende Weereld (1671) was inhoudelijk gezien dus geen baanbrekend of revolutionair boek. Dit was dan ook niet de belangrijkste doelstelling van de uitgever. 

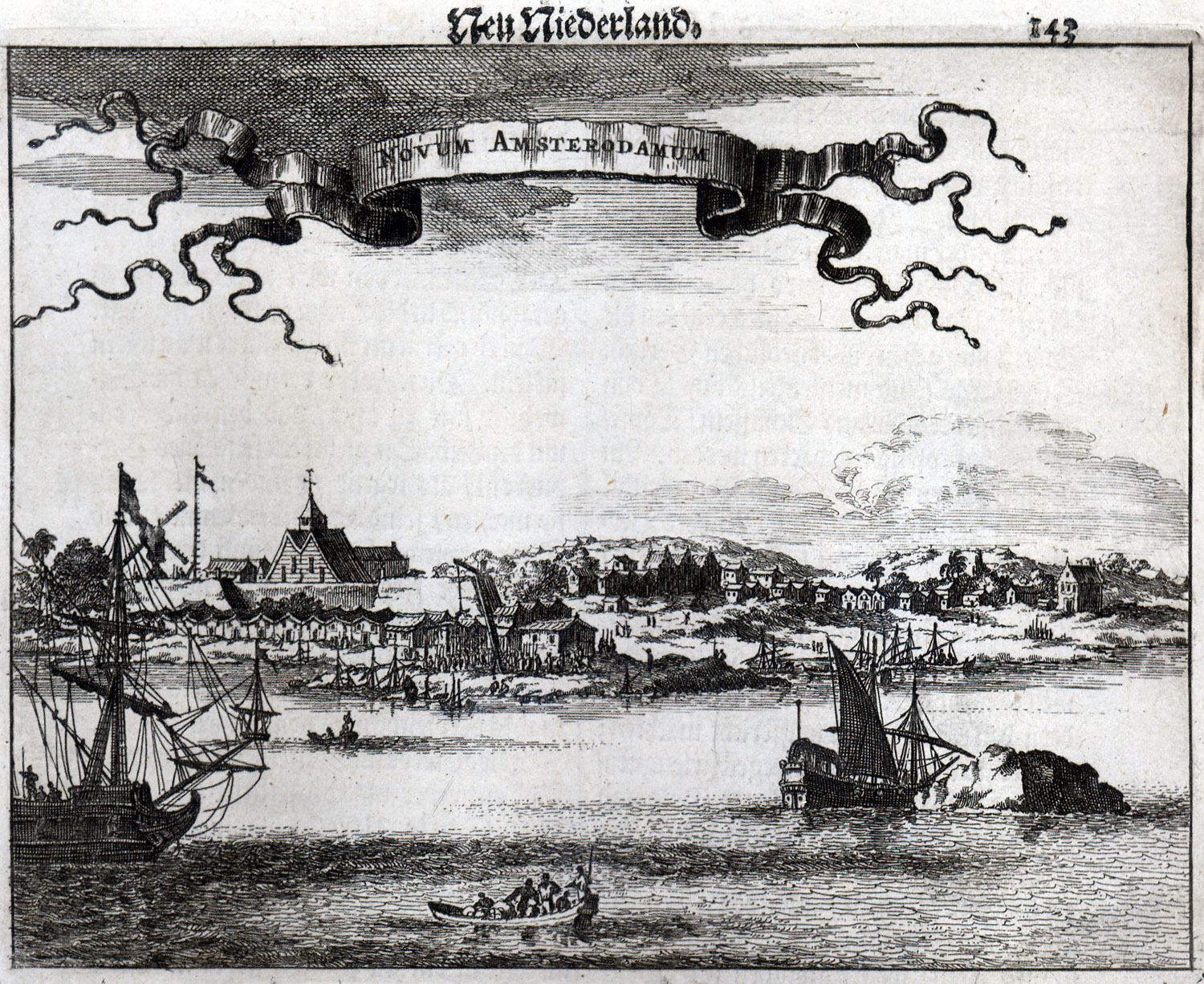
Nieuw Amsterdam met palmbomen

Jacob van Meurs probeerde met de uitgave van dit soort boeken hoofdzakelijk commerciële successen te behalen. Deze luxueuze editie moet echter vanwege de grootte en het aantal illustraties niet goedkoop zijn geweest. Het ligt dan ook voor de hand dat het lezerspubliek dat Jacob van Meurs voor ogen hield uit welgestelde burgers heeft bestaan. De normale bevolking kon zich dergelijke boeken immers niet veroorloven. Alhoewel deze boeken voor informatieve doeleinden geschikt waren, fungeerden ze ook als decoratieve objecten die op duidelijk zichtbare plaatsen werden tentoongesteld (bijv. bibliotheken). De elite kon de inhoud van deze boeken vervolgens bewonderen en ter discussie stellen. Deze fascinatie voor onbekende oorden en volkeren is kenmerkend voor de zeventiende eeuw, en bijvoorbeeld ook terug te zien in de destijds populaire rariteitenkabinetten.

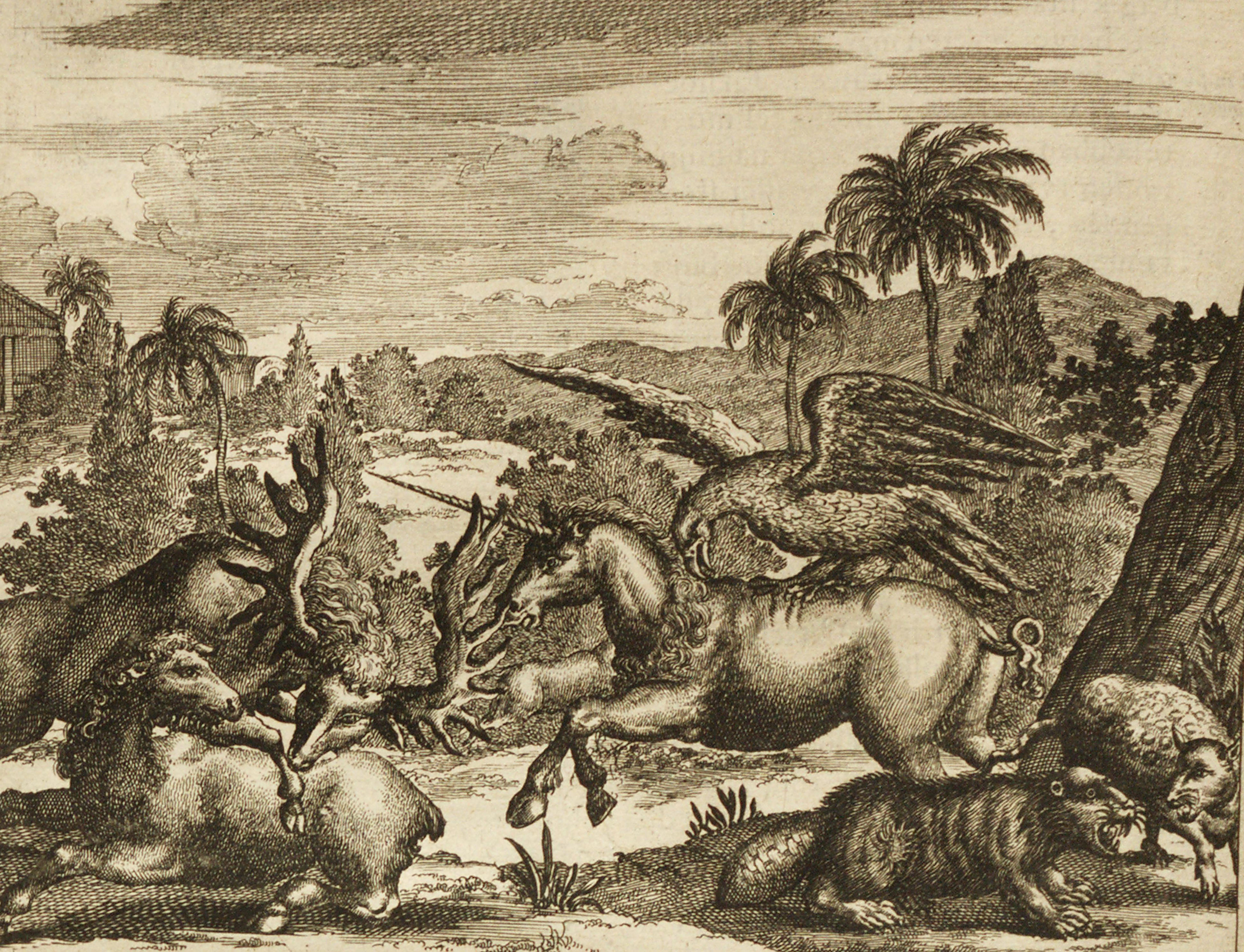
Illustratie van een eenhoorn

Om tegemoet te komen aan de verwachtingen van zijn elitaire lezerspubliek, heeft Jacob van Meurs (wellicht in samenwerking met Arnoldus Montanus) het boek exotische elementen gegeven. Dit is bijvoorbeeld het geval in het hoofdstuk over Nieuw Nederland (Tweede boek, hoofdstuk 3). Er zijn aanwijzingen dat de inhoud van dit hoofdstuk gebaseerd is op een werk van Adriaen van der Donck, dat in 1655 in Amsterdam werd gepubliceerd. De inhoud en enkele afbeeldingen uit dit boek werden voor De Nieuwe en Onbekende Weereld (1671) bewerkt en afgestemd op heersende stereotypen in de Republiek. Zo zijn er palmbomen toegevoegd aan een illustratie waarin het stadsgezicht van Nieuw Amsterdam staat afgebeeld, en voegen Montanus en van Meurs een niet-bestaande, gefantaseerde diersoort toe: de Eenhoorn. Het manipuleren of bewerken van de inhoud voorafgaand aan een publicatie kwam echter vaker voor in deze periode en moet dus niet als een uitzondering worden gezien.

## Voetnoten
1. ↑  America: being the latest and most accurate description of the new world; containing the original of the inhabitants, and the remarkable voyages thither. The conquest of ... Mexico and Peru, and other large provinces and territories, with the several European plantations in those parts ... With an appendix, containing a brief survey of what hath been discovered of the unknown South-land and the Arctick region/ Coll. from the most authentic authors, augm. with later observations, and adorned with maps and sculptures. London: printed by the author.
2. ↑  Dapper, O.(1673).Die unbekante neue Welt, oder Beschreibung des Welt-teils Amerika, und des Sud-Landes. Amsterdam: Jacob van Meurs.
3. ↑  Isabella van Eeghen (1972). Arnoldus Montanus' book on Japan. Quaerendo, 2(4), 250-272.
4. ↑   Arnoldus Montanus (1671).
De nieuwe en onbekende weereld: of Beschryving van America en ’t Zuid-Land: vervaetende d’oorsprong der Americaenen en Zuidlanders, gedenkwaerdige togten derwaerds…/, verciert met afbeeldsels na ’t leven in America gemaekt, en beschreeven door Arnoldus Montanus. Amsterdam: Jacob van Meurs.
5. ↑  https://www.kb.nl/en/themes/dutch-history-and-culture/barren-regions#toc-2 Koninklijke Bibliotheek (KB). Gearchiveerd op 25 oktober 2015.
6. ↑  Schmidt, B. (2011). Collecting and Commodifying ‘Globalism’ in Early Modern Europe. In Centres and Cycles of Accumulation in and Around the Netherlands during the Early Modern Period (pp. 129-154). Zürich: LIT Verlag.
7. ↑   Zie Isabella van Eeghen (1972) en Hesselink, R.H. (2002). Memorable Embassies: the secret history of Arnoldus Montanus’ Gedenkwaardige Gesantschappen. Quaerendo, 32(1-2), 99-123.
8. ↑  Meersbergen., G. van (2010). De uitgeversstrategie van Jacob van Meurs belicht: de Amsterdamse en ‘Antwerpse’ edities van Johan Nieuhofs ‘Gezantschap’ (1665-1666). De zeventiende eeuw, 26(1), 73-90.
9. ↑  Wills, J.E.(2009). Author, Publisher, Patron, World: A Case Study of Old Books and Global Consciousness. Journal of Early Modern History, 13(5),375-433.
10. ↑  Donck, A. van der (1655). Beschrijvinge van Nieuw-Nederlandt (ghelijck het tegenwoordigh in Steat is) begrijpende de Nature, Aert, gelegentheyt en vruchtbaerheyt van het selve lant […]. Amsterdam: Evert Nieuwenhof.
11. ↑  Blom, F.R.E.(2010). Picturing New Netherland and New York. Dutch-Anglo Transfer of New World Information. In Huigen, S., de Jong J.L., Kolfin, E. (Eds.) The Dutch trading companies as knowledge networks (pp. 103-126). Leiden: Brill
12. ↑  Zie Schmidt, B. (2011, p.139)